# Joseph-Gérard Van Goolen
Joseph-Gérard Van Goolen (Jozef Gerard Van Goolen, Gérard van Goolen, Joseph-Gérard Van Goolen, Joseph, Jef Van Goolen), geboren te Mechelen 22 januari 1885 en overleden in Sint-Lambrechts-Woluwe, op 10 September 1944 was een Belgisch decorateur en beeldhouwer.
Zijn werk bestaat uit portretbustes, religieuze beelden en naaktfiguren. Hij ontwierp ook decoratief beeldhouwwerk voor architecten en nam deel aan diverse tentoonstellingen.

## Persoonlijkheid
Hij was een teruggetrokken man, buitengewoon bescheiden, maar veeleisend voor zichzelf. 
Zij zoon Tony Van Goolen getuigt:"Thevenet hield heel veel van mijn vader, die een bescheiden man was, en wenste dat hij hem regelmatiger kon zien, want mijn vader had een zeer positieve invloed op hem."
Hij streefde naar perfect werk. Hij vernietigde driekwart van zijn werken.
Zo diende hij de centrale figuur van het beeld waarmee hij in 1920 de prix de Rome won de dag voor de tentoonstelling nog volledig opnieuw te maken, nadat hij herhaaldelijke keren alles had vernield en herbegonnen was, in zoverre dat zijn model zelfs weigerde nog te poseren.
Zijn zoon Tony Van Goolen vertelde de volgende anekdote : "De buste van "Het Bevroren Manneke" (Le Petit Grelé), die naar mijn mening één van mijn vaders mooiste werken is, was achtergelaten, verdroogd en vervolgens weggegooid  in de terra-cottabak waaruit hij later door Wolvens werd opgevist. Bij vriesweer bervroor het beeld door de vochtigheid van de bak, vandaar de naam "Le Petit Grelé" (het bevroren manneke)."

## Biografie
Hij was de vijfde van zeven kinderen van het echtpaar Joseph Gérard Van Goolen, smid bij het Arsenaal van Mechelen, en van Rosalie Thys. Ze woonden in Mechelen. Hoewel het echtpaar eerder arm was adopteerde het nog drie weeskinderen.
Hij was een zeer goed student. Daarom deed de parochiale geestelijkheid een aanbod om zijn studies verder te zetten. Maar zijn vader weigerde omdat hij niet één van zijn kinderen wou bevoordelen.
Op aanraden van één van zijn zussen die zijn tekentalent had opgemerkt, ging Joseph-Gérard in de leer als houtsnijder in het meubelatelier van Emile Wouters, de vader van Rik Wouters (1882-1916). 

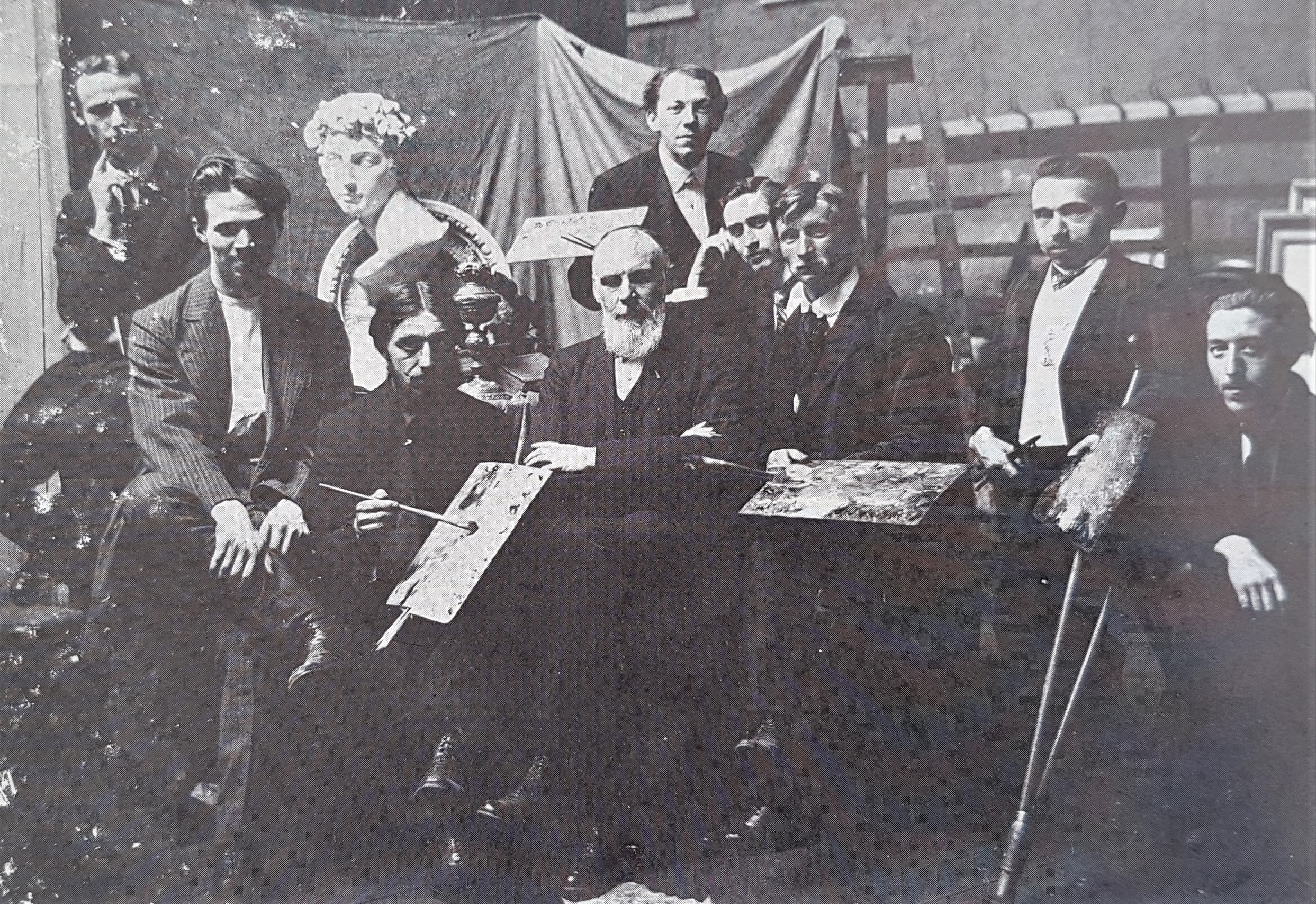
De klas van Jan Willem Rosier (midden) 1911 met Joseph-Gérard Van Goolen (eerste van links) en Jef De Pauw 1888 (derde van links)

Hij volgde tekenlessen aan de Academie van Mechelen bij Jan Willem Rosier (1858-1931), die ook docent van Rik Wouters was geweest. Jan Rosier oriënteert de jonge Van Goolen naar de beeldhouwkunst. 

In 1908 ging hij in Brussel werken in een van de houtsnijdersateliers van Baron Empain (1852-1929). Dit liet hem toe om ochtend- en avondlessen te volgen aan de Koninklijke Academie voor Schone Kunsten van Brussel.  Zijn leraren waren Victor Rousseau (1865-1954) en Paul Du Bois (1859-1938). 

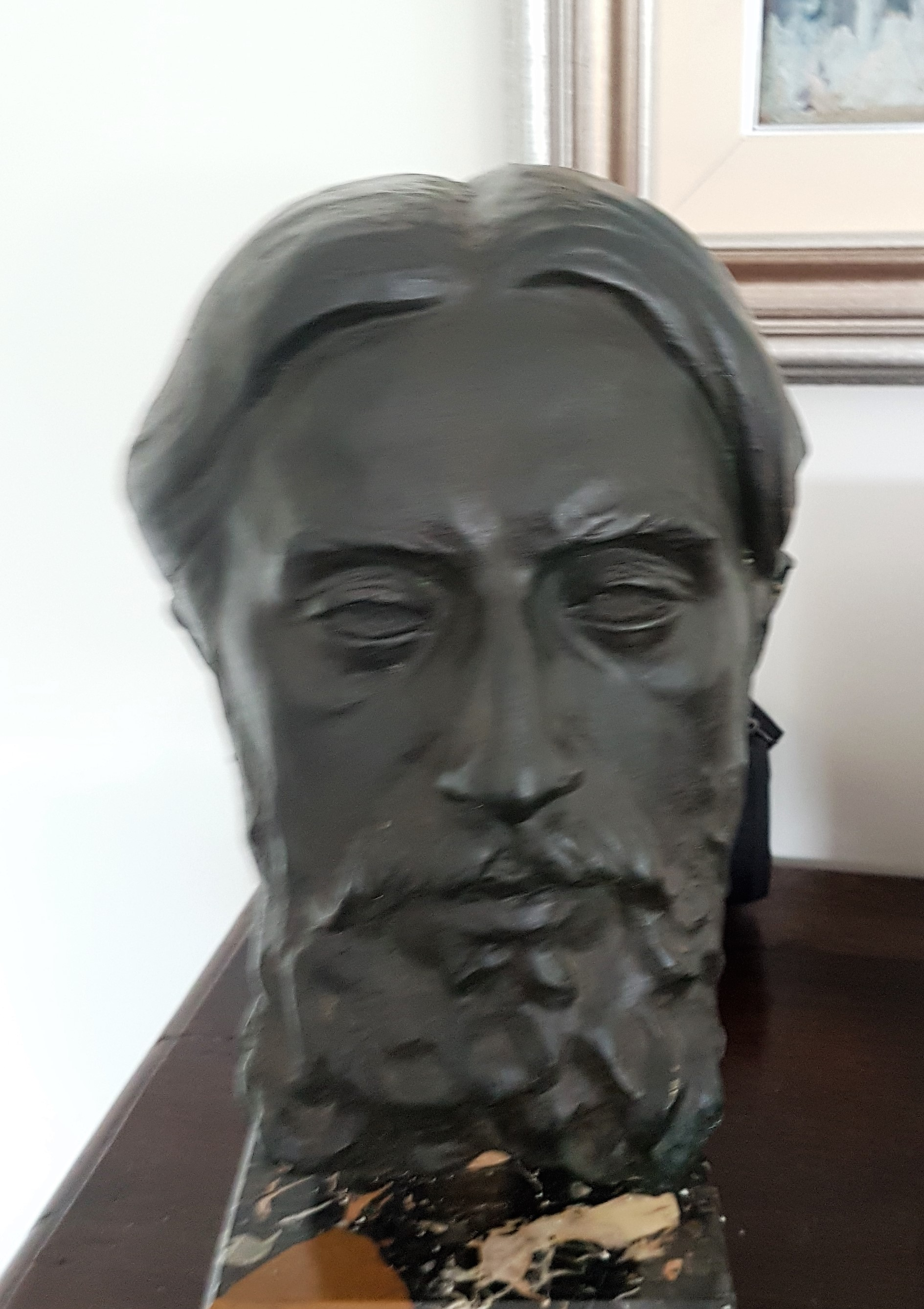
Gerard Van Goolen Buste van Jef De Pauw

In 1910-1911 volgde hij "kunstschildering" bij Jan Willem Rosier. Hij staat vermeld op de palmares met de tentoonstelling "Stil Leven", samen met onder andere Jef De Pauw (1888). Het was in die periode dat hij bevriend raakte met deze flamboyante studiegenoot uit Sint-Niklaas, die dikwijls bij Van Goolen bleef overnachten.
In die periode had hij nog geen enkele kennis van de Franse taal en moest hij de uitleg en het advies van zijn leraren laten vertalen. Toch won hij talrijke prijzen waaronder in 1913, in een driejaarlijkse beeldhouwwedstrijd, een beurs voor een studiereis naar Parijs en Italië. Waarschijnlijk maakte hij deze reis samen met zijn huisvriend, de perfect tweetalige Jef De Pauw (1888) van wie geweten is dat hij in dezelfde periode ook een studiereis naar Parijs en Italië maakte en met wie hij in dat zelfde jaar zijn eerste expositie zou houden.

Samen met Jef De Pauw hield hij van 20 tot 30 december 1913 zijn eerste tentoonstelling, in de Galerij "Studio" in de Karmelietenstraat te Brussel, waar hij 13 werken exposeerde en Jef De Pauw 29 werken.

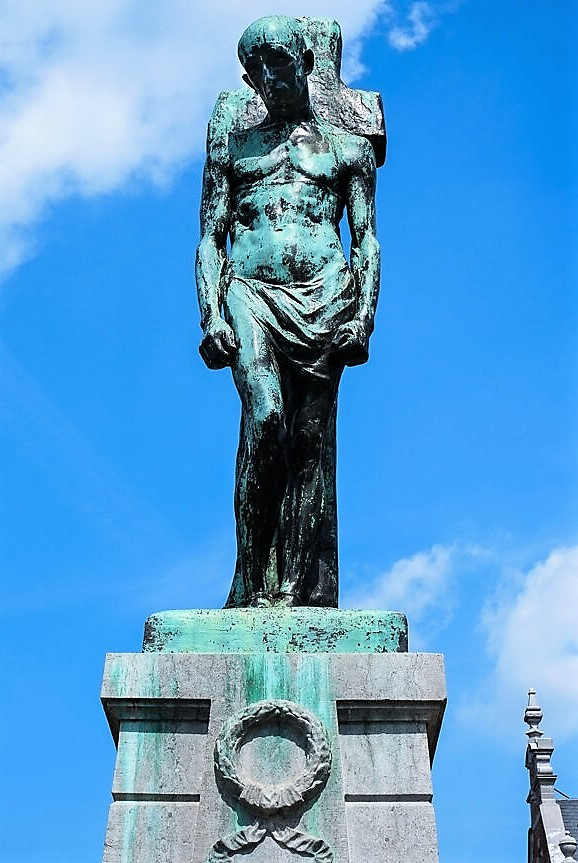
Joseph-Gérard Van Goolen Monument voor de weggevoerden in Mechelen (1921)

In 1914 werd hij verrast door de oorlog en vluchtte naar Engeland, waar hij een korte tijd werkte bij de Academie van Londen. Daarna ging hij naar Nederland, in Nuenen, Noord-Brabant, waar zijn ouders als vluchtelingen verbleven. Per toeval werkte hij daar in het atelier van de presbyteraanse parochie waar Vincent Van Gogh  (1853-1890) enige tijd had gewerkt omdat zijn vader Theodorus daar predikant was. Hij ontdekte daar de briefwisseling en het werk van Van Gogh.
Kort daarna verhuisde hij naar een boerderij in Eindhoven die zijn vrienden Alfons Blomme (1878-1940) en Nico Eekman (1889-1973) al in 1913 hadden gehuurd. Ook de schilder Georges Higuet en de beeldhouwer War Van Asten kwamen daar wonen.
Bij zijn terugkeer in België hervatte hij de daglessen aan de Academie van Brussel en avondlessen aan de Academie van Sint-Joost-ten-Node.
Op 19 april 1919 trouwde hij met Irma Van Campenhoudt, een naaister, die hij voor de oorlog had ontmoet, maar van wie hij vier jaar door de oorlog gescheiden was.
In 1919 won hij de Prijs van Rome voor beeldhouwkunst.
In 1921 beeldhouwde hij het "Monument van de weggevoerden"  van Mechelen", één van zijn gekendste werken. Het is een bronzen mannenfiguur met lendendoek, gebogen hoofd en gebalde vuisten tegen een kruis, ter herdenking van de Mechelse slachtoffers der Duitsche kultuur. Het beeld staat op het Ontvoeringsplein nabij het spoorwegstation van Nekkerspoel.
Hij werd hoogleraar houtsnijkunst (ornamentkunst op hout) aan de Academie van Mechelen.
Op 10 april 1924 werd zijn zoon Tony Van Goolen geboren, de latere kunstschilder.
In 1925 kochten Joseph-Gérard en zijn vrouw een huis in Sint-Lambrechts-Woluwe.  In die jaren vestigde zich een groot aantal kunstenaars, musici en letterkundigen in Woluwe. Dat leidde in 1934 tot de oprichting van een informele kunstkring, " Woluwe», met Constant Montald als centrale figuur. Het doel was om het lokale artistieke leven aan te moedigen door tentoonstellingen, conferenties en concerten te organiseren en jonge kunstenaars te ondersteunen. De belangrijkste kunstenaars van de gemeente waren er bij betrokken:  de schilders Victor Gilsoul, Jean Laudy, Edgard Tytgat, Henri-Victor Wolvens, Jean-Roch Collon, Michel Sterckmans, de beeldhouwers Oscar Jespers, Joseph-Gérard Van Goolen en Raymond de Meester de Betzenbroeck. Deze groepering was de voorloper van de kunstkring "De kunstenaars van Sint-Lambrechts-Woluwe", die in 1938 onder de vorm van een vzw werd opgericht met Montald als voorzitter.
In 1929 had Van Goolen samen Henri-Victor Wolvens (1896-1977) een tentoonstelling in de Cercle Artistique. Deze tentoonstelling kreeg aandacht. De beide kunstenaars bleven levenslang vrienden.
Rond deze tijd maakte hij de buste van Louis Thévenet (1974-1930) met wie hij ook bevriend was. "Thévenet was zo opgezet met de buste dat hij mijn vader één van zijn mooiste schilderijen in ruil aanbod. Helaas koos mijn vader, die te bescheiden was, een klein stilleven, dat veel minder belangrijk was. " (Tony van Goolen) 
In 1934 exposeerde hij in de Egmontgalerij. 
Samen met  Henri-Victor Wolvens, Jean Gooris, Pierre Scoupreman en Charles Counhaye (1984-1971) stelde hij in 1935 onder de naam van "Groupe des V" tentoon in de Galerie Georges Giroux.   
Joseph-Gérard Van Goolen stierf op 10 september 1944 in zijn huis in Sint-Lambrechts-Woluwe aan een hersenbloeding.   
De gemeente Sint-Lambrechts-Woluwe heeft Joseph-Gérard Van Goolenlaan naar hem vernoemd.

## Oeuvre
Hij was in de eerste plaats decorateur en daar leefde hij van. Daarom nam hij te weinig deel aan publieke tentoonstellingen met zijn beeldhouwwerk. Veel van zijn werk bevindt zich in privé-bezit, daardoor kan het niet door het grote publiek bezichtigd worden.
Hij was ook een uitstekend tekenaar. Hij maakte veel houtskooltekeningen en tekeningen in rood krijt. Zijn modellen waren zijn vrouw, zijn zoon, zijn vrienden.
Hij maakte voortdurend beelden en bustes van zijn vrienden: Charles Counhaye, Henri-Victor Wolvens, Emile Dony (1865-1944), Jean Laudy (1877-1956), Pierre Scoupreman (1873-1960), Armand Apol (1879 -1950), Paul Gobert (1891-1963), Edgard Tytgat (1879-1957), Michel Sterckmans (1883-1956), Félix Buelens (1850-1921), Constant Montald (1862-1944), Jos Van Hoof (1889- 1937), Jef De Pauw (1888-1931).  
Daarnaast maakte hij enkele andere sculpturen, zoals "de baadster die haar haren wast". 

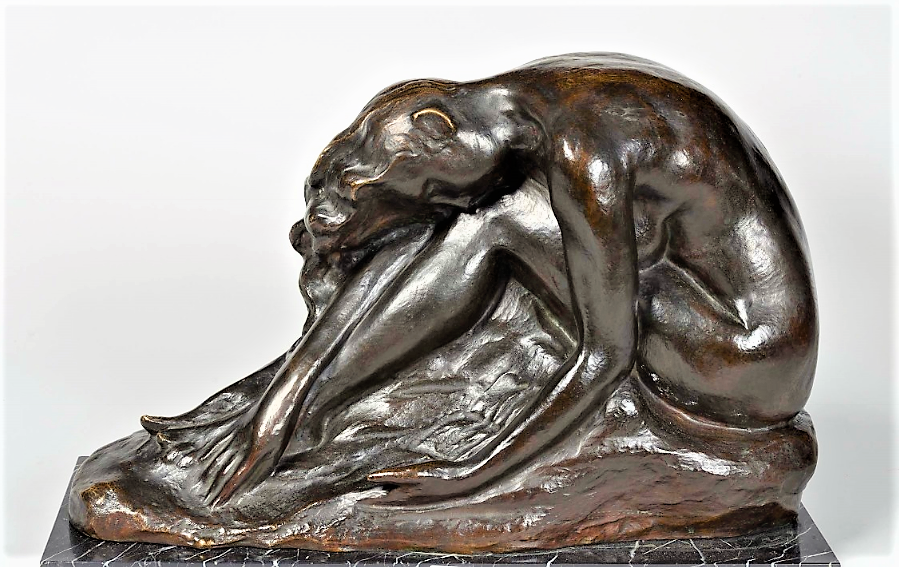
Joseph-Gérard Van Goolen "Baadster die de haren wast"

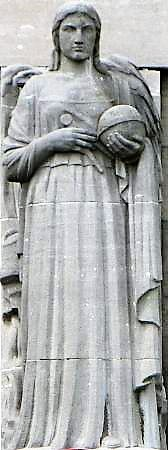
Jospeph-Gérard Van Goolen De Wetenschap Groot Paleis Heizel Brussel (1935)

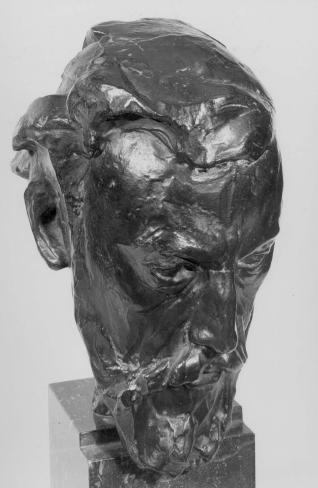
Joseph-Gérard Van Goolen buste van Charles Counhaye

Hij werd zeer gewaardeerd door enkele bevriende architecten en kreeg meerdere opdrachten voor decoratieve werken.  

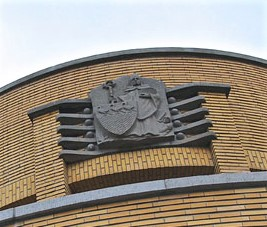
Joseph-Gérard Van Goolen Fronton gemeentehuis Sint-Lambrechts-Woluwe

Voor de abdij van Tongerlo werd tussen 1920 en 1937 een impressionant art deco ensemble gerealiseerd naar ontwerp van architect J. Ghobert.  Joseph-Gérard Van Goolen had volgende inbreng (dikwijls in samenwerking met  Charles Counhaye):: 
- Aan het altaar van een zijbeuk, twee kapitelen : De Boodschap aan Maria (steen) en Maria op bezoek bij haar nicht Elisabeth (steen)
- Boven het altaar: H. Maagd en kindje Jezus (steen)
- Aan het orgel (in het koor): Heilige Cecilia (hout) en engelen (beide in hout)
- Boven de twee zij-ingangen: sluitsteen boven de deur, basreliëfs met Heilige Nobertijnen en de Heilige Giselbertus (landheer van Kasterlee die de grond schonk waarop de abdij gebouwd werd) (steen), de heilige Siardus (abt van de abdij van Mariengaard (Nederland), wiens relieken in de abdij worden bewaard) (steen ).

In 1921 maakte hij het "Monument voor de Weggevoerden van 1914-1918" van Mechelen (aan het Nekkerspoelstation).
Op de wereldtentoonstelling van 1935 maakte hij  de sculpturen "De Wetenschap" voor het Groot Paleis en "Minerva" voor het Paviljoen van de Stad Brussel
In Sint-Lambrechts-Woluwe stond hij in voor verschillende religieuze figuren in de Sint-Lambertuskerk ( Heilige Maagd , Heilig Hart, St-Albrecht (steen), Calvarie (verguld hout), Don Bosco, St-Jozef, Sint-Lambertus) en in de Sint-Augustinuskerk (Gotische Maagd (hout).
Samen met Léon Guianotte (1891-1976) maakte hij  beeldhouwwerken in het Château de Feluy,
Op het fronton van het stadhuis van Sint-Lambrechts-Woluwe, ter hoogte van het terras dat grenst aan het kantoor van de burgemeester, bevindt zich een bas-reliëf van Joseph-Gérard Van Goolen dat het wapenschild van de gemeente voorstelt: Sint-Lambertus die een krijger vertrapt.
In Grand-Manil (nabij Gembloers) is aan de gevel van de kerk het stenen beeld van de heilige Teresia van zijn hand.
In 1930 kreeg hij van de oud-leerlingen van Jean-François Vervloesem (1879-1917) (leraar in Woluwe) een bestelling om de buste van hun leraar te maken.  Deze siert nog steeds de binnenplaats van de school die nu zijn naam draagt.
In 1931 maakte hij het bas-reliëf voor het graf van Jef De Pauw.

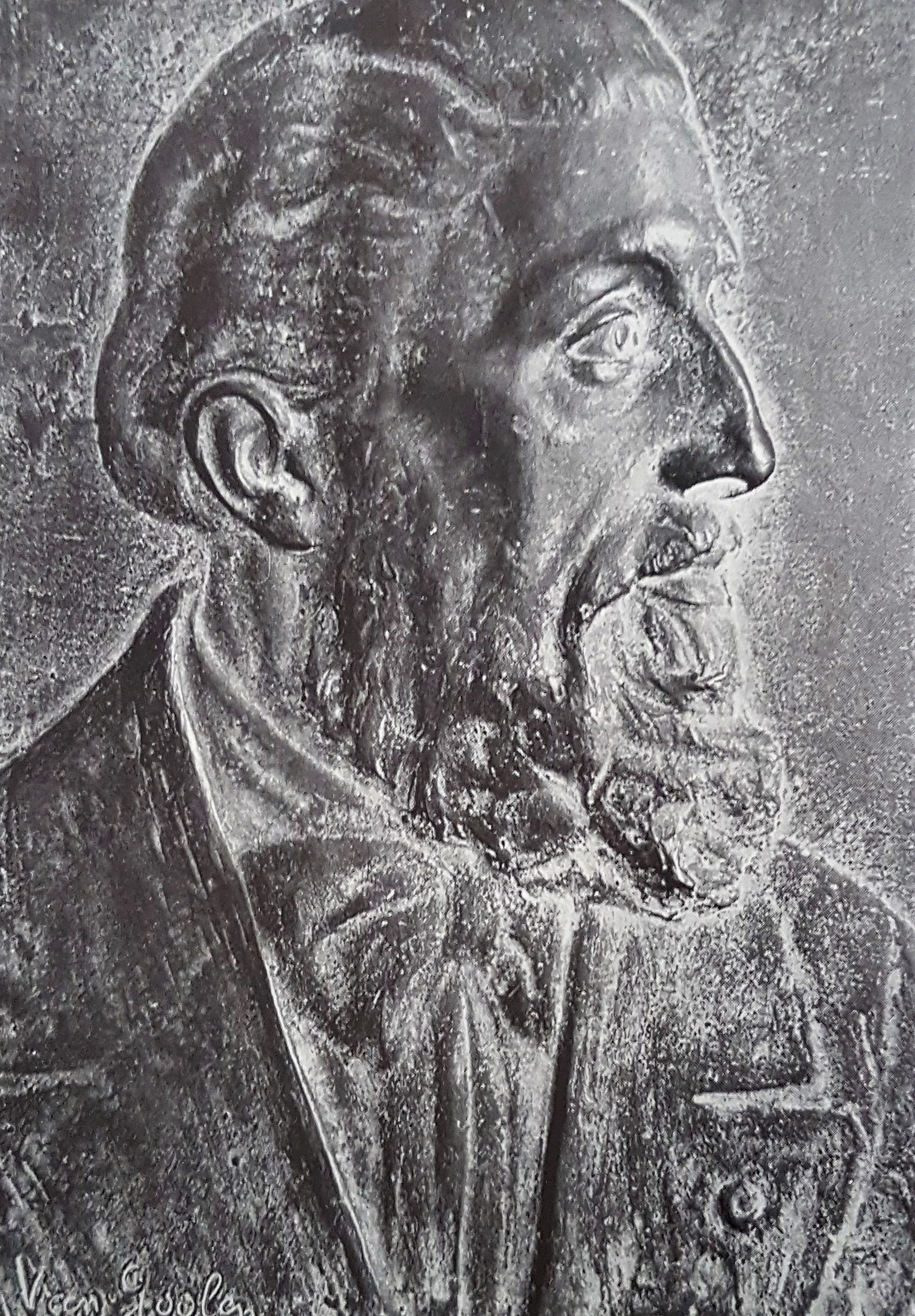
Joseph-Gerard van Goolen : bas-reliëf voor het graf van Jef De Pauw

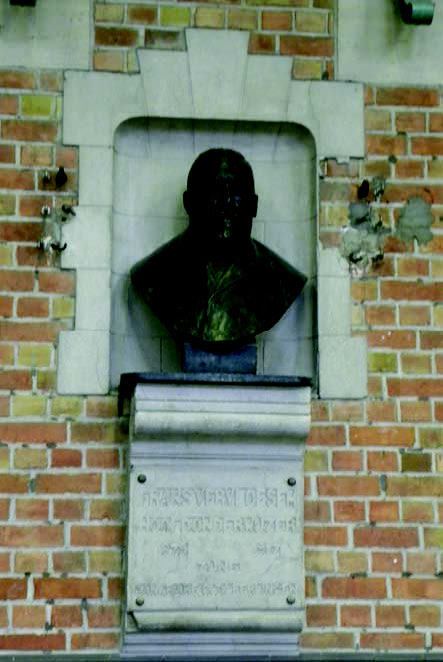
Joseph-Gérard Van Goolen borstbeeld van Jean-François Vervloesem

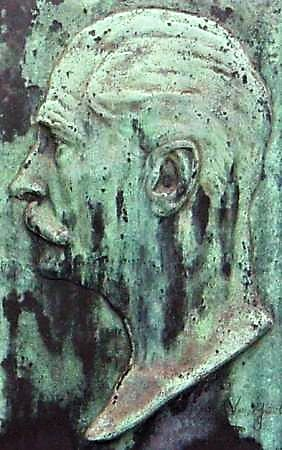
Joseph-Gérard Van Goolen Bas-reliëf grafmonument Jules Harms Kerkhof van Elsene (1930)

## Musea
In Leuven (in het stedelijk museum Vanderkelen-Mertens nu "M Museum Leuven"): buste van schilder en vriend Louis THEVENET (1874-1930) (brons).
In Luik (in het Museum voor Moderne Kunst nu "La Boverie": buste van professor Octave DONY, chemicus (1875-1952) (brons)